# АМ-38
Микулин АМ-38 — советский поршневой авиационный двигатель конструктора А. А. Микулина. Являясь дальнейшей разработкой двигателя АМ-34, АМ-38 использовался на самолётах МиГ-3 и Ил-2 во время Второй мировой войны.
Создание мотора АМ-38 было очередным стратегическим прорывом в отечественном моторостроении. 

## История создания
Двигатель создавался по инициативе Микулина в качестве низковысотного мотора со взлетной мощностью 1625 л. с., специально предназначенный для использования на штурмовиках. Поскольку для мотора штурмовика большая высотность не требовалась, то его приводной центробежный нагнетатель не требовал отбора значительной мощности, что было эквивалентно получению прироста мощности на вале мотора. 
С началом войны ожидалось неизбежное обострение проблем с поставками высокооктанового бензина. Микулин, при создании мотора АМ-38, поступил дальновидно и уменьшил степень сжатия до 6,8, что позволило использовать топливо с более низким октановым числом.
Работы над опытным образцом АМ-38 были начаты без наличия соответствующего постановления Правительства. Лишь позже вышло постановление:

1. Поставить на заводе № 24 производство моторов АМ-38 с номинальной мощностью 1500 л. с. с 1 января 1941 года.
2. Провести совместные испытания АМ-38 15 января 1941 года (Стендовые испытания закончить к 1 февраля 1941 года).

Поскольку АМ-38 создавался на базе мотора АМ-35А, ему были присущи его недостатки. С целью увеличения ресурса от 50 до 100 часов пришлось пойти на конструктивные изменения. В июне 1941 года мотор удовлетворительно прошел 100-часовые государственные испытания.
В приказе наркома авиационной промышленности № 518 от 13 июня 1941 года отмечалось, что постановлением Правительства от 10 июня было принято к сведению заявление председателя комиссии по госиспытанию мотора АМ-38 Левина, главного конструктора Микулина и директора завода Жезлова о том, что мотор АМ-38 удовлетворительно прошел 100-часовые государственные испытания и может быть поставлен на серийное производство, а также о том, что мотор АМ-38 со 100-часовым ресурсом на 30 кг тяжелее мотора с 50-часовым ресурсом. Приказом предписывалось с 22 июня 1941 года начать выпуск моторов АМ-38 со сроком службы 100 часов.
Вначале серийные моторы АМ-38 имели целый ряд серьезных дефектов, основными из которых являлись трещины блоков, прогар поршней и клапанов, массовый отказ в работе свечей, повышенный износ винтовых шестерен в приводе газораспределения и др. Эти дефекты устранялись путём внесения изменений в конструкцию мотора в процессе его доводки.
Мощный низковысотный мотор оказался впору не только Ил-2. Конструкторы-вооруженцы Веневидов и Можаровский предложили оснастить им собственный вариант штурмовика БШ-МВ. АМ-38 планировалось использовать также на двухдвигательном штурмовике Ил-6. 
По инициативе ВВС в 1941 году на один из серийных МиГ-3 был установлен мотор АМ-38. Самолет испытывался в ЛИИ НКАП с 19 августа 1941 года. Второй опытный вариант самолета МиГ-3 с мотором АМ-38 был построен в ОКБ Микояна. Он продемонстрировал уникальные скоростные характеристики на высотах менее 4000 м. Несколько улучшились взлётные свойства самолета, но маневренные характеристики самолета оказались невысокими, хотя и несколько лучшими по сравнению с серийной машиной. Небольшое количество таких самолетов с двумя синхронными пушками ШВАК в 1942 году приняло участие в боях под Сталинградом.
Вскоре после начала войны моторостроительный завод № 24 был эвакуирован в Куйбышев. Туда же отправилась и большая часть ОКБ А. А. Микулина. Оставшихся, занимавшихся перспективными разработками, свели в несколько бригад и отправили на действующий моторостроительный завод № 19 в Пермь. Основную часть коллектива ОКБ, эвакуированную вместе с серийным заводом № 24 в Куйбышев, возглавил Михаил Романович Флисский. Около половины конструкторов вынуждены были заниматься проблемами серийного производства, остальные в труднейших условиях занимались строительством и монтажом вывезенного оборудования. Тем не менее, уже в январе 1942 года ОКБ возобновило интенсивную работу по форсированному варианту двигателя для штурмовика, получившему наименование АМ-38Ф. В мае 1942 года конструкторская группа Микулина полностью переехала из Перми в Куйбышев.

## АМ-38Ф
АМ-38Ф (форсированый вариант АМ-38) — разработан специально для двухместного варианта штурмовика Ил-2. Устанавливался на серийные с 1943 г.
- Имел увеличенную на 100 л. с. (до 1700 л. с.) мощность на взлётном режиме
- Имел возможность работать не менее 10 минут на высотах до 1,5 км на взлётном режиме.

Ещё в начале 1942 года А. А. Микулин начал работу по повышению взлетной мощности мотора АМ-38 для улучшения взлетных качеств штурмовика. За счет форсирования мотора по наддуву и частоте вращения удалось увеличить взлетную мощность на 100 л. с. Новый вариант мотора получил название АМ-38Ф. Была повышена напорность нагнетателя и увеличены обороты. Головку блока цилиндров стали отливать из силумина.
Как и нефорсированный вариант, мотор АМ-38Ф разрабатывался Микулиным в инициативном порядке. За основу был взят двигатель АМ-35А, его детали и узлы соответствующим образом усиливались. Но если по мотору АМ-38 сначала была разработана вся конструкторская документация, а затем производилось его изготовление, то АМ-38Ф был построен в двух экземплярах без предварительной разработки всего объёма рабочих чертежей, по эскизам! На совещании в Кремле Сталин потребовал от Шахурина и Микулина разработать чертежи в невероятно короткий срок — за 3 месяца, а в апреле 1943 года начать серийный выпуск мотора.
В конце февраля 1943 года ОКБ Микояна получило задание разработать и построить малую серию (шесть экземпляров) улучшенного истребителя МиГ-3У (И-230) с мотором АМ-35А. Поскольку моторы АМ-35А тогда серийно уже не выпускались, было принято решение собрать их из деталей мотора АМ-38Ф. Шестерку МиГ-3У построили, первая машина поднялась в воздух 31 мая 1943 года. Впрочем, особых успехов с этими самолетами достичь не удалось.

## Опытные конструкции на базе двигателя
В декабре 1941 года Микулин выдвинул совершенно оригинальную идею, об использовании поршневого двигателя в качестве газогенератора для преобразования тепловой энергии выхлопных газов мотора в специальных турбореакторах. Газовая турбина, сочлененная с валом винта через шестеренчатый редуктор, позволяла преобразовать энергию газов в дополнительную мощность. По расчетам Микулина можно было ожидать при этом получения прироста мощности на 30 — 50 % и при этом добиться снижения удельного расхода топлива.
О своей новой идее Микулин сообщил Сталину шифровкой, предложив реализовать её на моторах АМ-37 и АМ-38. Шахурин поддержал идею и дал соответствующие распоряжения Микулину и директору завода Жезлову. Идея являлась очередным важнейшим достижением в направлении радикального повышения удельных мощностей поршневых моторов, однако из-за технологических трудностей в ходе войны реализовать идею Микулина не удалось. Она нашла воплощение в сверхмощных поршневых моторах, разработанных уже после войны А. Д. Швецовым и В. А. Добрыниным.
В ходе войны завод № 24 совместно с ЦИАМ вел работы по повышению высотности мотора АМ-38 до 8000 м путём использования турбокомпрессора ТК-3, в разработке которого принимал участие видный учёный В. И. Дмитриевский. Номинальная мощность двигателя с ТК-3 на расчетной высоте составляла 1500 л. с. Такие моторы планировалось использовать на втором варианте двухмоторного «истребителя обороны пунктов» П. О. Сухого. 
В июне 1944 года конструктор В. Г. Ермолаев проработал вариант самолета Ер-2 с мотором АМ-38 и турбокомпрессором ТК-3. Расчетные летные данные самолета получались очень неплохими: максимальная скорость полета 550 км/ч, дальность полета с бомбовой нагрузкой 1000 кг составила 4000 км, а практический потолок — 11 000 м.
Данная работа ОКБ Микулина положила начало оригинальному направлению создания эффективных силовых установок для высотных самолетов на базе низковысотных моторов, обладавших большой взлетной мощностью и позволила Микулину успешно разрабатывать такие установки в конце войны и непосредственно по её окончании для стратосферных истребителей и высотных бомбардировщиков.